# Убиство породице Змаић
Убиство породице Змаић представља ратни злочин који су 30. јануара 1992. године, за време примирја, у месту Винковци починили припадници хрватске војске над трочланом српском породицом. Убиство породице Змаић по свом карактеру је слично убиству породице Зец у Загребу (7. децембра 1991) и убиству породице Олујић у жупањском селу Церна (17. фебруара 1992) али никада није добило медијску пажњу. Злочин је извршен у склопу организоване кампање етничког чишћења српског становништва са подручја источне Славоније.

## Злочин
Винковци су током трајања ратних сукоба били под контролом хрватских снага а већ у лето 1991. хрватска војска започиње са етничким чишћењем српског становништва са ових простора. Формирани су логори за Србе а српски цивили су били изложени различитим облицима насиља и злочина. Дана 30. јануара 1992. године, након што је потписано примирје, припадници хрватске војске насилно су упали у стан породице Змаић и ликвидирали три члана ове национално мешовите српско-хрватске породице. Егзекуцијом су убијени домаћин Златко Змаић /1944/, његова супруга Бранка Змаић /1944/ и њихова ћерка Нинослава /1972/ а злочин је био етнички мотивисан.
На подручју Винковаца убијена су 133 српска цивила, а за овај злочин баш као ни за све остале злочине почињене над Србима још увек нико није одговарао.